# Estirbiorno, o Forte
Styrbjörn, o Forte (em latim: Stirbiornus; em sueco: Styrbjörn Starke) foi um nobre sueco. Era filho de Olof II (r. 970–975) e sobrinho de Eric VI (r. 970–995). Sua história, bem como a de todo a família real da Suécia dessa época são contadas pelas sagas nórdicas e pelas crônicas de Adão de Brema.

## História
Seu pai, Olof II, reinava na Suécia juntamente com o seu tio, Eric VI da Suécia. Quando Olof morreu, Styrbjörn foi ao tio reclamar seus direitos ao trono. Todavia, Eric não reconheceu os direitos do sobrinho. Styrbjörn, que provavelmente era chefe tribal de Escânia, aliou-se aos viquingues de Jomsborg - mercenários que habitavam a ilha de Wolin -, com os quais fez uma campanha à Uppsala. As tropas de Eric e de Styrbjörn se enfrentaram em 985 na batalha de Fyrisvallarna. A luta acabou com a vitória de Érico.